# 아스카야마 정류장
아스카야마 정류장(일본어: 飛鳥山停留場)은 일본 도쿄도 기타구에 있는 도쿄 도 교통국 도덴 아라카와 선의 정류장이다.

## 정류장 구조
상대식 승강장 2면 2선의 지상 정류장이다.

## 정류장 주변
- 아스카야마 공원
  - 오지역 남쪽 출입구 - JR 게이힌 도호쿠 선의 역
- 도쿄 국세국 오지 세무서
- 아스카야마 3개의 박물관(종이 박물관・북구 아스카 산 박물관・시부사와 사료관)
- 옛 후루카와 정원 - 후루카와 도라노스케 남작의 저택. 현재는 국유 재산으로 도쿄 도가 빌려서 일반에 공개되었다.
- 메이지도리(국도 제122호선)
- 혼고도리

## 역사
- 1911년 8월 20일: 오지 전기궤도 오쓰카에키마에 ~ 아스카야마 역간 개업.
- 1915년 4월 17일: 오지 전기궤도 아스카야마 ~ 오지(철도의 남쪽) 역간 개업
- 1923년 4월 15일: 도쿄 시영 전차 아스카야마 선 고마고메에키마에 ~ 아스카야마 역간 개업.
- 1942년 2월 1일: 오지 전기궤도를 도쿄 시가 인수.
- 1949년 12월 1일: 옛 전차(아스카야마 선) 아스카야마 종점에서 옛 오전선로(다키노가와 선)에 접속.
- 1957년 1월 12일: 무궤도 전차의 아스카야마 정류장이 개업.
- 1968년 3월 31일: 무궤도 전차 폐지.
- 1971년 3월 18일: 아스카야마 ~ 고마고메에키마에 ~ 혼고 3초메 ~ 만세이바시의 도시 전차 노선(19계통) 폐지.

## 인접 정류장
| 도쿄 도 교통국 ■ 도덴 아라카와 선 | 도쿄 도 교통국 ■ 도덴 아라카와 선 | 도쿄 도 교통국 ■ 도덴 아라카와 선 |
| --------------------------------- | --------------------------------- | --------------------------------- |
| 다키노가와잇초메 와세다 방면      |                                   | 오지에키마에 미노와바시 방면      |